# Kvalspelet till herrarnas ishockeyturnering vid olympiska vinterspelen 2006
Totalt deltog 21 lag i kvalspelet till herrarnas ishockeyturnering vid vinter-OS 2006. 12 av de 21 lagen deltog i en första omgång och de var då uppdelade i tre gupper om fyra lag i varje grupp, där segraren av varje grupp gick vidare till den andra omgången. De 12 lagen som deltog i den andra omgången delades upp i tre grupper som i den första omgången. Segraren av varje grupp gick vidare till OS.

## Kvalificeringsturneringar

### Första omgången
Den första omgången spelades mellan den 11 och 14 november 2004.
| Grupp D - Briancon, Frankrike - Frankrike-x (3-0) - Rumänien (2-1) - Estland (1-2) - Bulgarien (0-3) | Grupp E - Nowy Targ, Polen - Polen-x (3-0) - Nederländerna (2-1) - Litauen (1-2) - Kroatien (0-3) | Grupp F - Stavanger, Norge - Norge-x (2-0-1) - Ungern (2-0-1) - Kina (1-2) - Serbien och Montenegro (0-3) |

### Andra omgången
Den andra omgången spelades mellan den 10 och 13 februari 2005.
| Grupp A - Kloten, Schweiz - Schweiz-x (3-0) - Norge (2-1) - Danmark (1-2) - Japan (0-3) | Grupp B - Riga, Lettland - Lettland-x (3-0) - Vitryssland (2-1) - Slovenien (1-2) - Polen (0-3) | Grupp C - Klagenfurt, Österrike - Kazakstan-x (2-1) - Österrike (1-1-1) - Frankrike (1-1-1) - Ukraina (1-2) |